# Euselasia pellos
Euselasia pellos is een vlindersoort uit de familie van de prachtvlinders (Riodinidae), onderfamilie Euselasiinae.
Euselasia pellos werd in 1919 beschreven door Stichel.